# یواس‌اس دوزا (ای‌کی‌ای-۲۷)
یواس‌اس دوزا (ای‌کی‌ای-۲۷) (به انگلیسی: USS Devosa (AKA-27)) یک کشتی بود که طول آن ۴۲۶ فوت (۱۳۰ متر) بود. این کشتی در سال ۱۹۴۴ ساخته شد.